# Pablo Garrido (Komponist)
Pablo Garrido Vargas (* 26. März 1905 in Valparaíso; † 14. September 1982 in Santiago de Chile) war ein chilenischer Komponist, Violinist und Musikethnologe.

## Leben
Pablo Garrido entstammte einer Musikerfamilie. Er hatte im Alter von vier Jahren Klavier- und im Alter von sieben Jahren Violinunterricht und spielte in einem Folkloreorchester, das von seinem älteren Bruder Juan Santiago Garrido geleitet wurde. Seine erste Komposition wurde uraufgeführt, als er achtzehn Jahre alt war.
Mit der Gründung des Royal Orchestra 1924 wurde er zum Pionier der Jazzmusik in Lateinamerika. Sein Orchestra war eine Vorform der Bigband aus drei Violinen, drei Saxophonen, zwei Trompeten, Klarinette, Posaune, Tuba, Banjo, Schlagzeug und Klavier, mit der er in Valparaíso auftrat. Auf einer ausgedehnten Reise durch Lateinamerika und Europa lernte er u. a. Paul Whiteman, George Gershwin und Duke Ellington kennen.
Nach seiner Rückkehr nach Chile leitete er als Geiger ein Quintett, dem die Saxophonisten Julio Sein und Jorge Martínez angehörten, sowie das Orchester des Kasinos von Viña del Mar, das mit Musikern wie dem Trompeter Samuel Contreras, dem Pianisten Eugenio González, dem Gitarristen Augusto Brown und dem Geiger Carlos Salas auftrat. Mit Brown und Salas gründete er das Trio Los Todos.
Unter dem Einfluss der Jazzmusik komponierte Garrido Stücke wie Jazz Window für Saxophon und Klavier, die erste chilenische Komposition für dieses Blasinstrument, und Black Fire, das er für den Geiger Carlos Salas schrieb. In der gleichen Zeit veröffentlichte er in der Reihe Recuento integral del jazz en Chile Interviews mit Bandleadern wie Bernardo Lacasia, Lorenzo D'Acosta und dem Uruguayer Buddy Day. In einer Konzertreihe für sinfonischen Jazz führte er u. a. Gershwins Rhapsody in Blue und seine eigene Rapsodia chilena para piano y orquesta auf.
Anfang der 1940er Jahre wandte sich Garrido vom Jazz ab und beschäftigte sich mit chilenischer Folklore. 1943 leitete er die Caravana de la Música Chilena, ein Tourprojekt, mit dem er durch Südchile und -argentinien bis nach Buenos Aires reiste. Außerdem trat er mit Luis Aguirre Pinto, dem Pianisten Pedro Mesías, dem Cellisten und Gitarristen Luis Silva und der Sängerin Carmen del Río auf. 
Von 1948 bis 1952 lebte Garrido in New York, von 1958 bis 1960 unternahm er erneut eine Lateinamerikareise, und 1965 bis 1966 bereiste er Europa. Auf allen diesen Reisen hielt er Vorträge über chilenische Volksmusik. Neben mehr als 2000 Artikeln in Zeitungen und Zeitschriften veröffentlichte er 1943 die Biografía de la cueca, in der er frühzeitig auf die afrikanischen Wurzeln der lateinamerikanischen Musik hinwies.
Auf dem Gebiet der klassischen Musik komponierte Garrido u. a. vier Ballette, zwei Klavierkonzerte, ein Streichquartett und weitere kammermusikalische Werke, ein Violinsonate und Klavierstücke.